# Varennes (Dordogne)
Varennes is een gemeente in het Franse departement Dordogne (regio Nouvelle-Aquitaine) en telt 384 inwoners (1999). De plaats maakt deel uit van het arrondissement Bergerac.

## Geografie
De oppervlakte van Varennes bedraagt 4,1 km², de bevolkingsdichtheid is 93,7 inwoners per km².
De onderstaande kaart toont de ligging van Varennes (Dordogne) met de belangrijkste infrastructuur en aangrenzende gemeenten.

## Demografie
Onderstaande figuur toont het verloop van het inwonertal (bron: INSEE-tellingen).